# Porte d'Avignon
La Porte d'Avignon est un ancien édifice de Cavaillon, en Vaucluse.

## Histoire
La porte d'Avignon est l'un des derniers vestiges des remparts de Cavaillon. Elle est inscrite au titre des monuments historiques depuis le 2 mai 1927.

## Description
Porte datant du XIVe siècle dont la façade a été reconstruite au XVIIIe siècle lors des grands travaux d'urbanisme commandités par l'évêque de Cavaillon. Elle contenait en clef de voûte les armes du pape. La porte est de style classique, elle comporte une mandorle en guise de clef de voûte ainsi qu'un entablement avec des triglyphes. 
La porte a subi une invasion d'une violence extrême en 1791 où de nombreux massacres ont été commis. De nombreuses marques de canonnades peuvent encore être observées sur le musée de l'Hôtel Dieu et sur la porte.
La partie haute a été ajoutée au milieu du XIXe siècle: une vierge et une inscription sur un nouvel élément monumental indiquant l'inscription en latin : Poserunt me Custodem "On m'a placé là comme gardienne".

La porte a été sauvée par Marie-Thérèse Jouve à la fin du XIXe siècle car menacée de destruction.